# Protankyra buitendijki
Protankyra buitendijki is een zeekomkommer uit de familie Synaptidae.
De wetenschappelijke naam van de soort werd in 1983 gepubliceerd door Rowe.